# Caudalejeunea cristiloba
Caudalejeunea cristiloba là một loài Rêu trong họ Lejeuneaceae. Loài này được (Stephani) Gradst. mô tả khoa học đầu tiên năm 1974.